# Sanktuarium Miłosierdzia Bożego w Łomży
Sanktuarium Miłosierdzia Bożego w Łomży – sanktuarium – kościół Miłosierdzia Bożego w Łomży, położony na osiedlu Jantar przy ul. Kardynała Stefana Wyszyńskiego 11, erygowany 1 grudnia 1985. Konsekrowany 20 listopada 2016 przez biskupa łomżyńskiego Janusza Stepnowskiego.

## Historia
15 maja 1981 biskup Mikołaj Sasinowski uzyskał pozwolenie na budowę kościoła, którego lokalizację przewidziano na cmentarzu prawosławno-wojskowym. Na jego polecenie 1 lipca 1982 ks. dr Radzisław Ambroziak rozpoczął budowę kościoła. Budynek świątyni składa się z dwóch poziomów: kościoła górnego oraz kościoła dolnego. 19 czerwca 1983 w Warszawie, podczas pielgrzymki do Polski, Jan Paweł II poświęcił kamień węgielny pod budowę świątyni, który 30 października 1983 wmurowano. Kościół posiada trzy dzwony: Miłosierdzia Bożego, Najświętszej Maryi Panny Matki Miłosierdzia oraz św. Andrzeja Boboli.
1 grudnia 1985 biskup Juliusz Paetz erygował parafię pw. Miłosierdzia Bożego.
4 czerwca 1991 Jan Paweł II, podczas IV pielgrzymki do Ojczyzny, odprawił mszę św. przy ołtarzu polowym, koronował obraz Matki Bożej Katedralnej – Pięknej Miłości i poświęcił budynek kościoła. W 1999 roku kościół parafialny został podniesiony do rangi sanktuarium przez biskupa Stanisława Stefanka.
Dekretem biskupa łomżyńskiego Janusza Stepnowskiego z 9 lutego 2021 r. świątynia została ustanowiona jednym z 20 kościołów stacyjnych Papieskiego Roku św. Józefa w diecezji łomżyńskiej. 

## Proboszczowie
- od 2022 – ks. kan. dr Jacek Czaplicki[4].
- 1998–2022 ks. prałat Jerzy Abramowicz[4][5]
- 1985-1998 ks. prałat Radzisław Ambroziak

## Skład Sanktuarium
- Kalwaria Miłosierdzia[6] – w trakcie kształtowania, do tej pory wzniesiono obmurowania czternastu stacji drogi krzyżowej oraz postawiono krzyże stacyjne. Wytyczono także alejki pomiędzy kolejnymi stacjami, zaś cały obszar obsadzono młodymi drzewkami. Docelowo, w środku każdej stacji drogi krzyżowej będzie umieszczona odpowiednia rzeźba oraz modlitwa Aktu Zawierzenia Świata Miłosierdziu Bożemu.
- Golgota Wschodu[6] – miejsce upamiętniające deportację ludności ziemi łomżyńskiej przez władze sowieckie w głąb ZSRR w latach 1940-41 oraz katastrofę polskiego samolotu Tu-154 pod Smoleńskiem

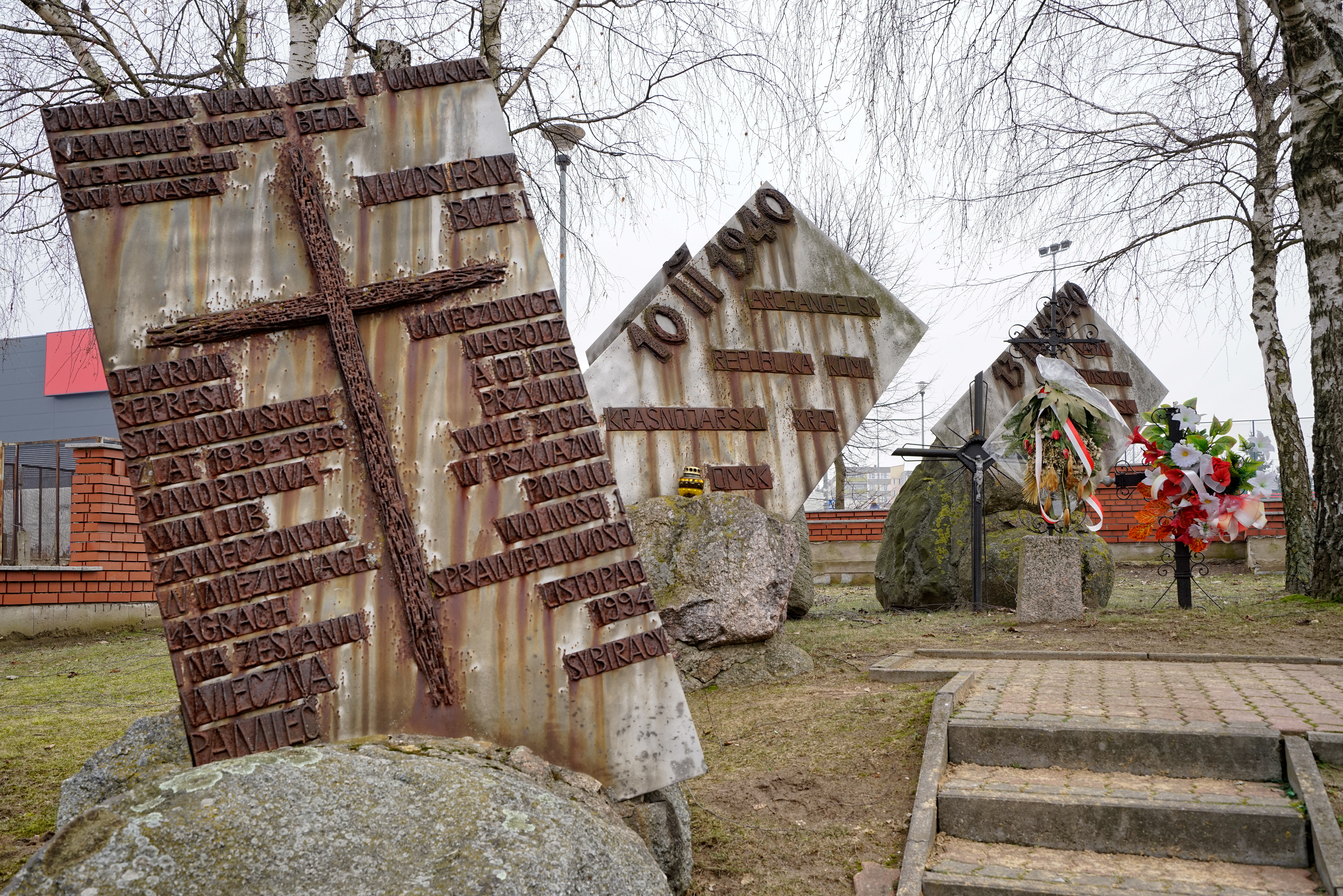
Pomnik Ofiar Represji Stalinowskich
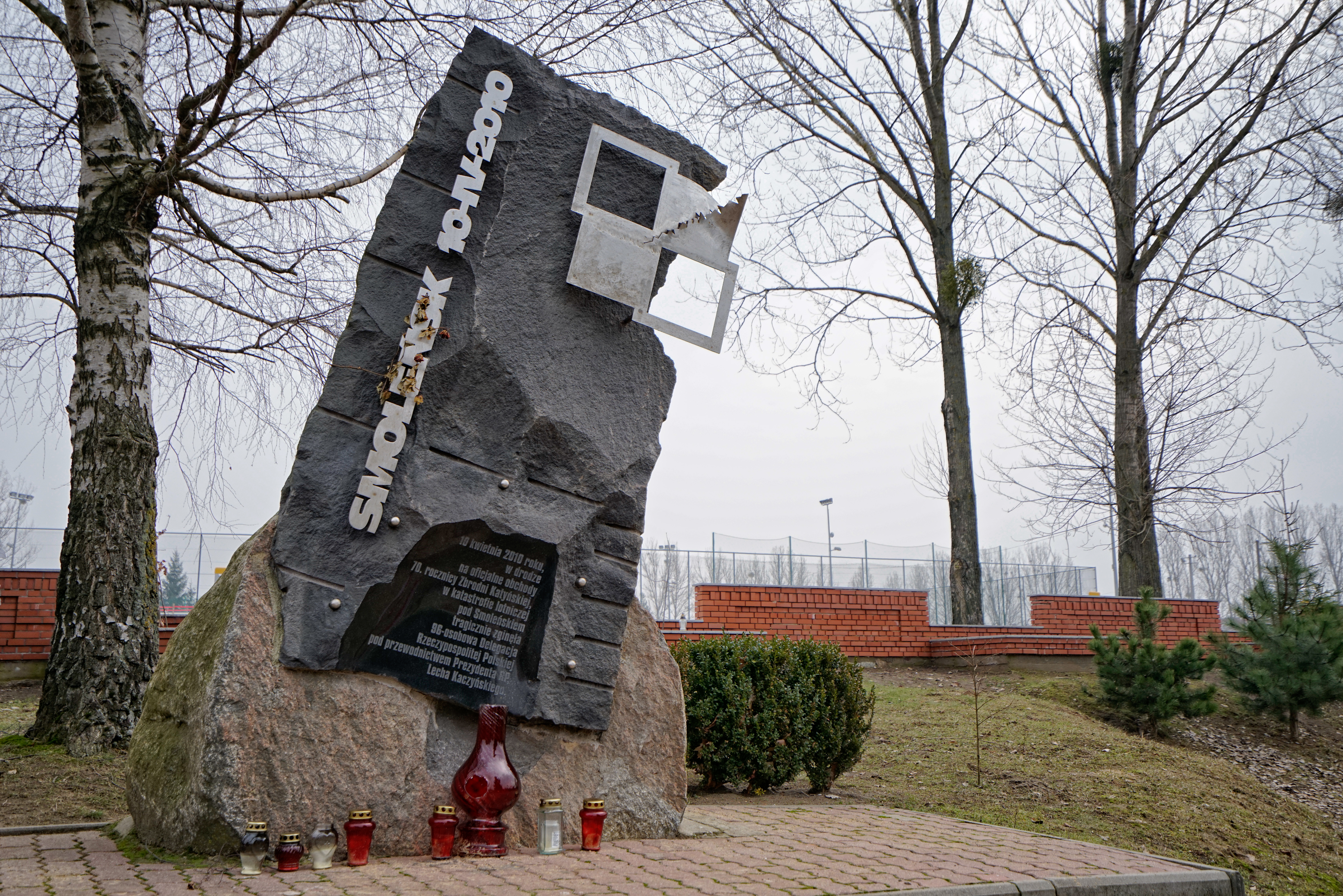
Pomnik ku czci ofiar katastrofy smoleńskiej

- Łomżyńska Dolina Pamięci[6] – Sanktuarium Miłosierdzia Bożego wzniesione zostało na cmentarzu Prawosławno-Wojskowym. W momencie wznoszenia budynku kościoła, groby imiennie przeniesiono na Cmentarz Parafialny przy ul. Mikołaja Kopernika, zaś niezidentyfikowane szczątki pochowano we wspólnej mogile. Wokół, istniejącej do dziś, kaplicy cmentarnej z przełomu XIX i XX wieku powstała Łomżyńska Dolina Pamięci. Na murze, okalającym dawną kaplicę cmentarną, znajdują się obecnie cztery pamiątkowe tablice upamiętniające pochowanych w tym miejscu żołnierzy.